# 日比忠彦
日比 忠彦（ひび ただひこ、1873年（明治6年）1月20日 - 1921年（大正10年）6月1日）は、日本の構造家、建築系構造工学者、京都帝国大学工学部教授。
専門は建築材料学・構造建築学・材料強弱学などで、鉄筋コンクリート建築の権威と呼ばれた。

## 経歴
福井県士族日比登の二男として生まれる。磯部尚は実弟である。明治18年、長岡学校（現在の新潟県立長岡高等学校）に入学。明治30年、帝国大学工科大学土木科を卒業し工学士となり、京都帝国大学理工科大学助教授となる。
明治35年土木工学硏究のためドイツに留学、明治37年帰国し工学博士の学位を取得。大正3年7月京都帝国大学工学部工科大学教授。
京都大学旧工学部建築学教室本館（総合研究15号館）等の構造設計を手がける。京都（帝国）大学工学部建築学教室の初代教授の一人。研究科では構造系の最優秀賞には日比忠彦を冠した賞が与えられている。

## 著作
- 「鉄筋コンクリートの理論及びその応用」
- 「鉄筋コンクリート講話」